# David Dastmalchian

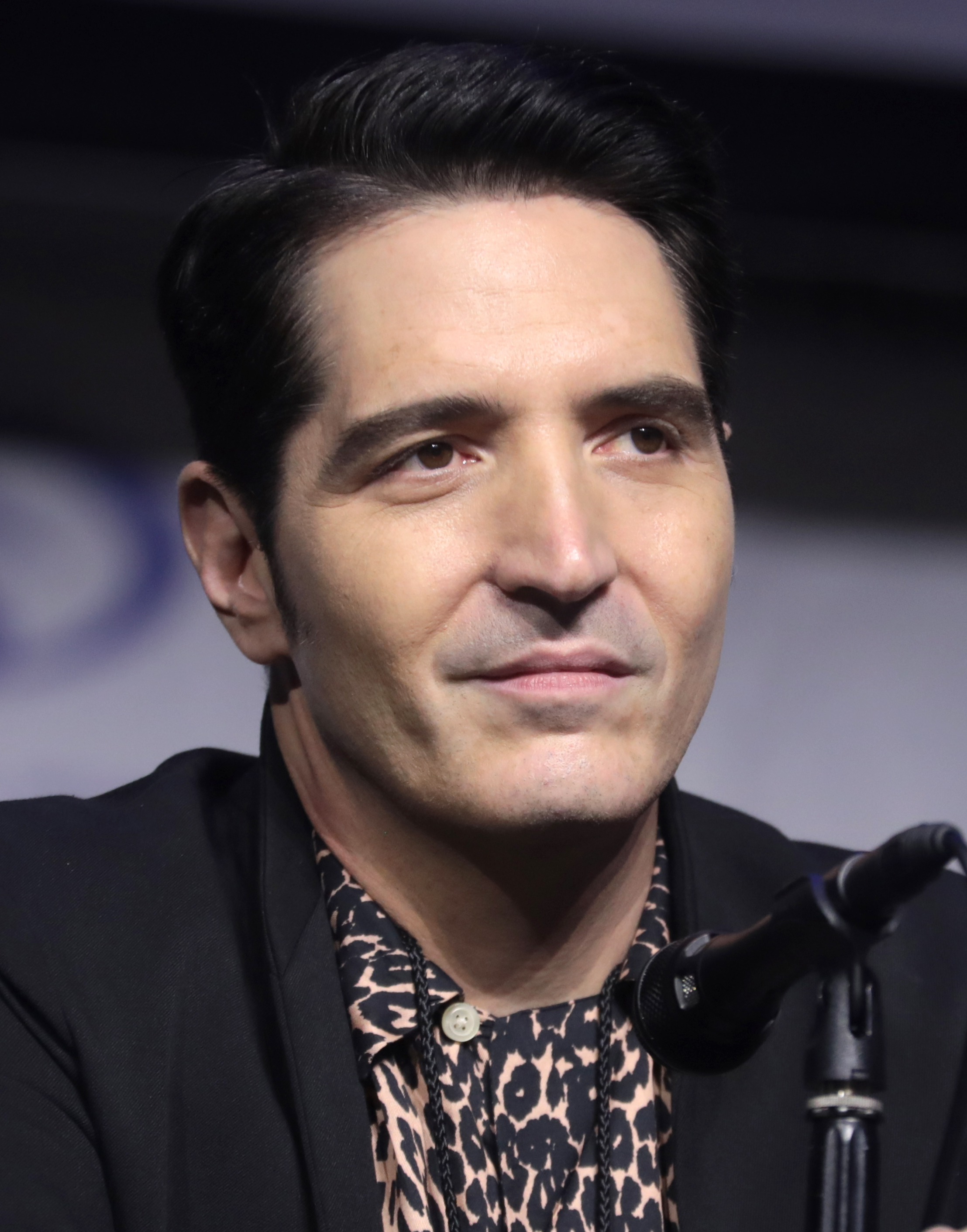
David Dastmalchian (2023)

David Dastmalchian (* 21. Juli 1977 in Pennsylvania) ist ein US-amerikanischer Schauspieler und Drehbuchautor.

## Leben
David Dastmalchian, der in Pennsylvania geboren wurde und in Kansas aufwuchs, besuchte die The Theatre School der DePaul University in Chicago. Sein Spielfilmdebüt gab er 2008 in der Batman-Verfilmung The Dark Knight von Christopher Nolan. Neben seiner Tätigkeit als Filmschauspieler tritt Dastmalchian auch als Darsteller in Fernsehserien sowie als Theaterschauspieler in Erscheinung.
Im März 2014 wurde Dastmalchian beim South-by-Southwest-Filmfestival für seine schauspielerische Leistung sowie für seine Beteiligung am Drehbuch des Films Animals mit dem „Special Jury Prize for Courage in Storytelling“ ausgezeichnet.
2015 übernahm er in der von den Marvel Studios produzierten Comicverfilmung Ant-Man die Rolle des Kurt. Auch in der 2018 erschienenen Fortsetzung Ant-Man and the Wasp übernahm er diese Rolle.
Für den befreundeten Regisseur Collin Schiffli war er für die Filmproduktionen Animals 2014 und 2018 für das Kriminaldrama All Creatures Here Below auch als Drehbuchautor und Hauptdarsteller tätig.
Ende Juni 2024 wurde bekannt, dass er im Netflix Original One Piece die Rolle des Mr. 3 alias Gal Dino spielen wird.

## Filmografie (Auswahl)

### Als Schauspieler
- 2008: The Dark Knight
- 2009: Horsemen
- 2012: Sushi Girl
- 2012: Brutal
- 2013: Cass
- 2013: Saving Lincoln
- 2013: The Employer
- 2013: Prisoners
- 2014: Animals
- 2015: Chronic
- 2015: Ant-Man
- 2016–2019, 2021: MacGyver (Fernsehserie, 11 Episoden)
- 2016: 12 Monkeys (Fernsehserie, Episoden 2x05–2x06)
- 2016: Das Belko Experiment (The Belko Experiment)
- 2017, 2021: The Flash (Fernsehserie, 2 Episoden)
- 2017: Gotham (Fernsehserie, Episoden 3x12–3x13)
- 2017: Twin Peaks (Fernsehserie, 3 Episoden)
- 2017: Blade Runner 2049
- 2018: The Domestics
- 2018: All Creatures Here Below
- 2018: Ant-Man and the Wasp
- 2018: Bird Box – Schließe deine Augen (Bird Box)
- 2019: Teacher
- 2019: Reprisal (Fernsehserie, 9 Episoden)
- 2021: The Suicide Squad
- 2021: Dune
- 2021: What If…? (Fernsehserie, Episode 1x05, Stimme)
- 2022: Weird: Die Al Yankovic Story (Weird: The Al Yankovic Story)
- 2023: Ant-Man and the Wasp: Quantumania
- 2023: Boston Strangler
- 2023: Late Night with the Devil
- 2023: The Boogeyman
- 2023: Oppenheimer
- 2023: Die letzte Fahrt der Demeter (The Last Voyage of the Demeter)
- 2024: The Rookie (Fernsehserie, Episoden 6x05–6x06)
- 2024: Afraid
- 2024: The Life of Chuck
- 2025: Murderbot (Fernsehserie, 10 Episoden)
- 2025: Dexter: Wiedererwachen (Fernsehserie, 3 Episoden)

### Als Drehbuchautor
- 2014: Animals
- 2018: All Creatures Here Below